# O2 (marka)
Telefónica O2 plc – marka hiszpańskiego operatora Telefónica, wcześniej brytyjski operator telefonii komórkowej z siedzibą w Slough. Operuje m.in. w Wielkiej Brytanii, Niemczech, Czechach i na Słowacji. W 2005 r. przejęta została przez hiszpańskiego operatora Telefónica.

- O2 plc (E)
- O2 Germany (D)
- O2 Ireland (IRL)
- O2 UK (GB)
- Telefónica O2 Czech Republic (CZ)
- O2 Slovakia (SK)
- O2 Airwave (GB)
- Be (GB)
- Manx Telecom (GB)